# 匹兹堡轻轨
匹兹堡轻轨（英語：Pittsburgh Light Rail），在当地简称为“T” ，是在美国宾夕法尼亚州匹兹堡地区由阿利根尼县港务局运营的一个轻轨系统。该系统共有两条线路，全长42（26.1英里），包括红线及蓝线两条线路。

## 历史
1960年代，匹兹堡曾经一度拥有美国仅存、全国最大的有轨电车网络。匹兹堡铁路公司拥有在41条线路上运营的超过600辆 PCC 型电车。1964年时该系统被阿利根尼县港务局买下后，很快被改造成为巴士系统。到1970年代，就只剩下寥寥无几的一些线路，而其中大部分也只是利用市中心以南河对岸华盛顿山隧道（Mt. Washington Tunnel）来抵达南山地区（South Hills）。
到了1985年前后，利用一段在匹兹堡市中心挖掘的短短隧道以及一座曾经由铁路机车使用的桥梁，电车不再经由市中心路面铺设的轨道进入市区。整个电车系统也很快改用杜瓦克（Duewag，如今成为西门子的一部分）制造的轻轨列车。另外修建了一段不长的延长线去往南山村购物中心（South Hills Village）。

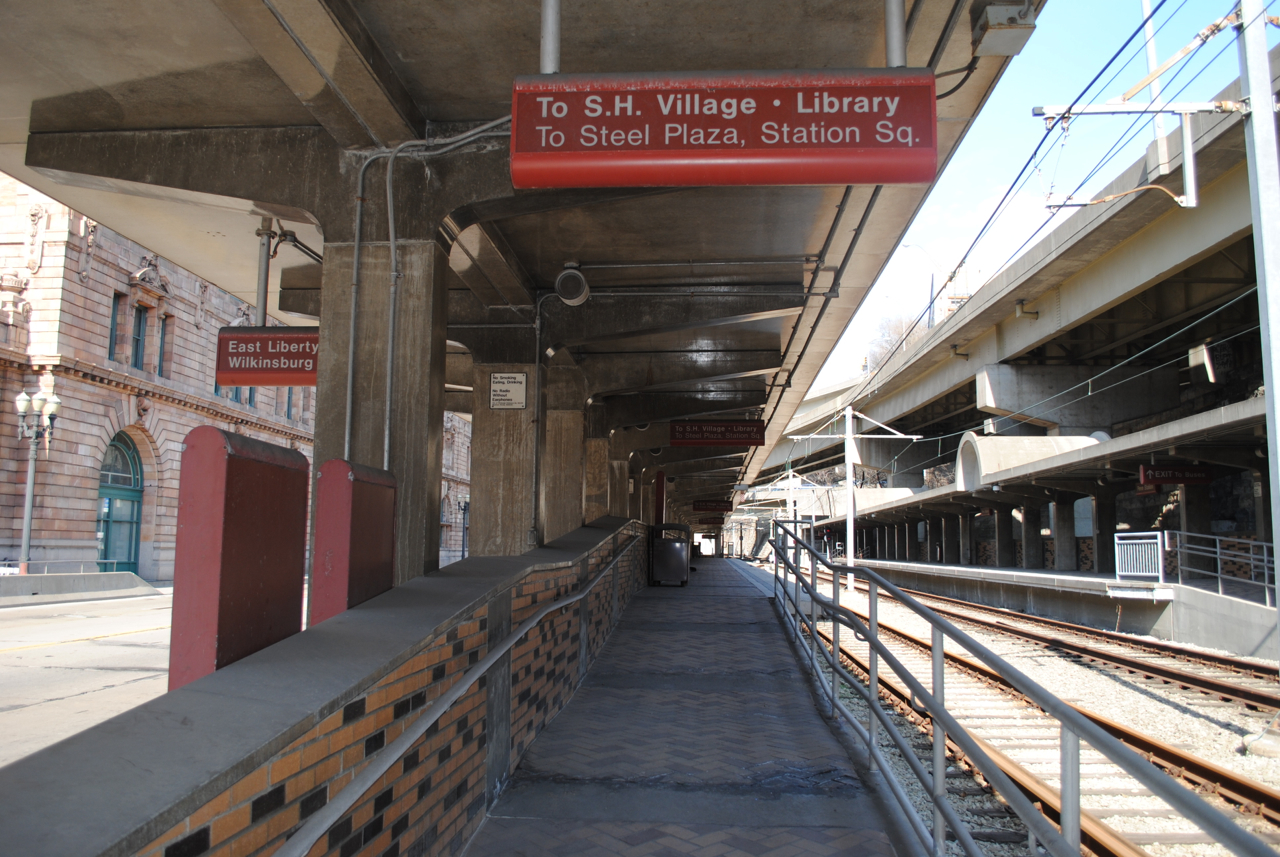
轻轨宾州火车站
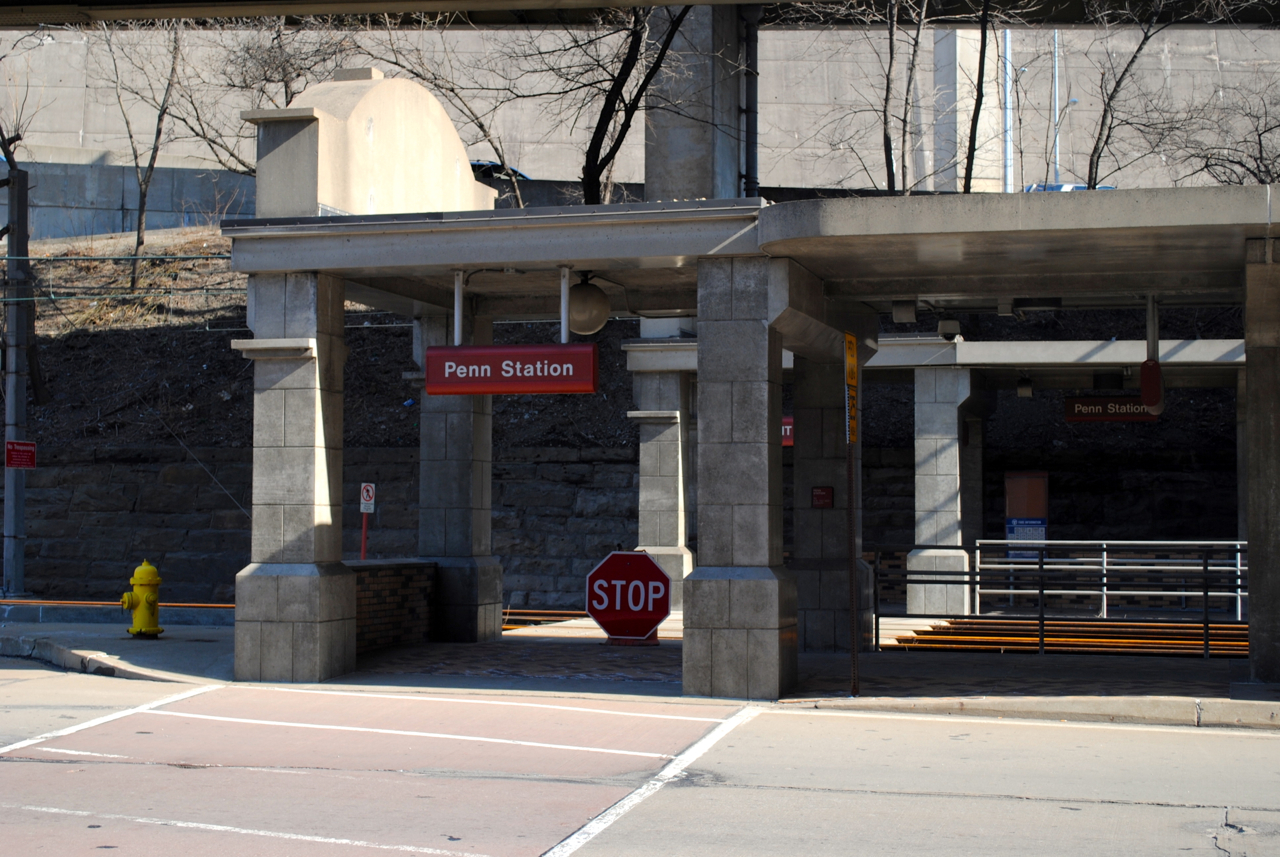
宾州火车站轻轨站

1988年时，宾州火车站轻轨站开通，用于连接1985年开通的东向快速公交（East Busway）。但因为附近建筑物的限制，通往该车站的隧道一直未能安装复线。从1993年到2001年，抵达该车站的列车都非常稀少，几乎一天都只有一两趟，但该车站还是被画在了轻轨地图上。该车站本来就位于轻轨免费区当中，所以去不去该车站都不能给运营方带来额外的收入。时至今日（2012年），虽然该车站已经不再被画在地图上，但偶尔出现特殊情况时还是会有列车停靠该站，比如超级碗时期。
到1993年时，奥沃布鲁克线（Overbrook Line）因安全问题关闭，直到2004年经过翻修后重开。
到1999年时，曾经使用 PCC 车辆的轻轨德雷克支线（Drake shuttle）停止运营。

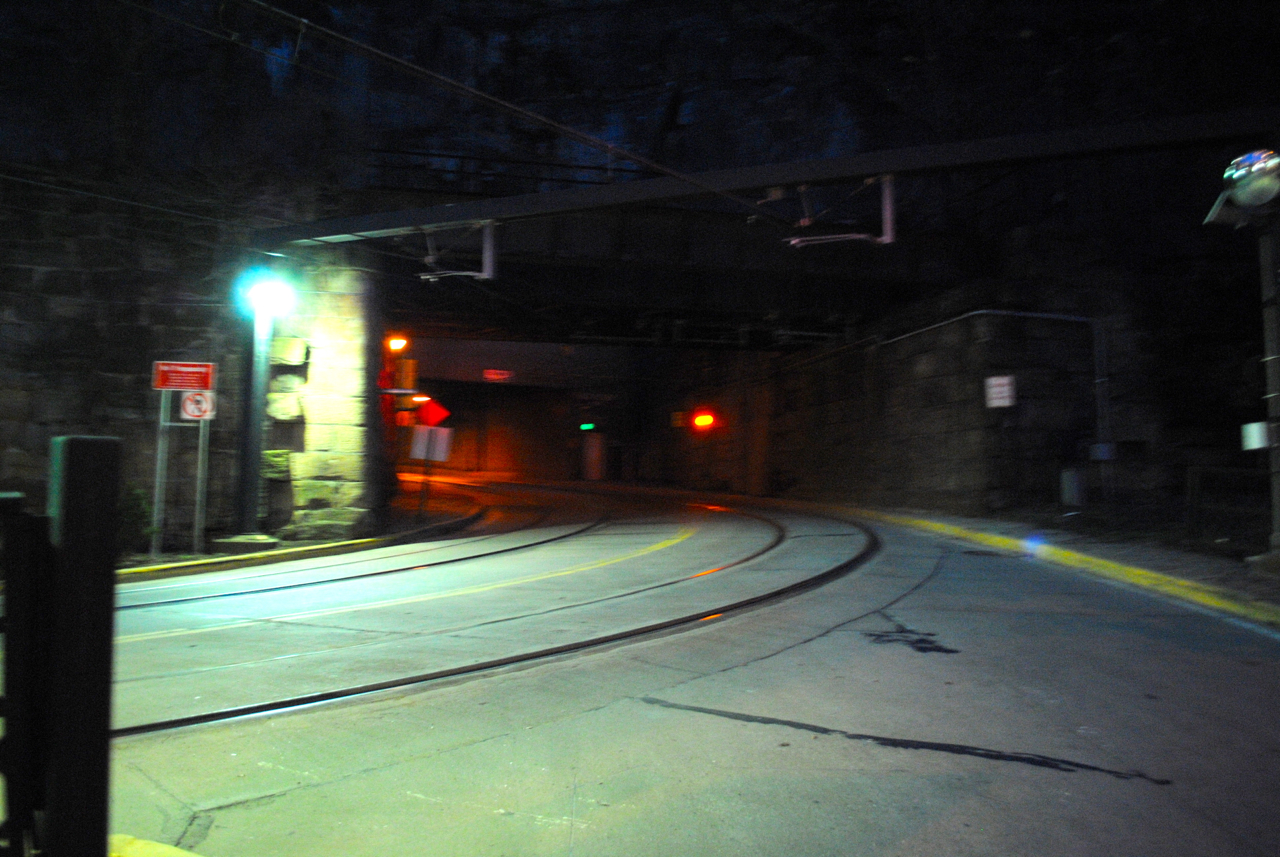
通往华盛顿山公交隧道的轻轨线路

穿越华盛顿山有两条线路，一条是走华盛顿山公交隧道（Mt. Washington Transit Tunnel，公交及轻轨使用），另外一条是走路面轨道，但坡度很大。本来有一条棕线途径后者，但2011年时该线被取消，故只有在隧道检修时此线路才会有车经过。
北岸连接线（North Shore Connector）于2012年3月开通，是由市区的隧道继续向北掘进，过河后增设两站，连接北岸的两个球场。

## 现状

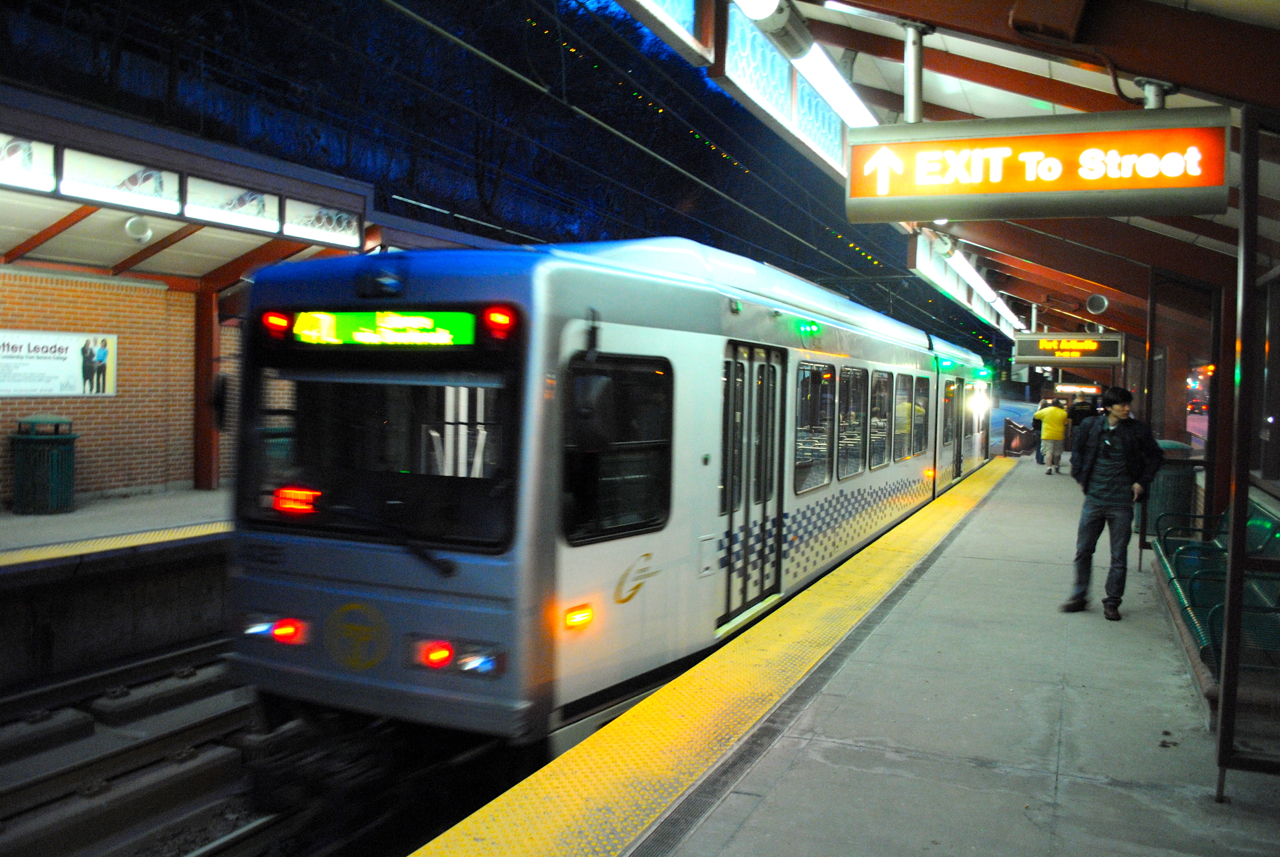
轻轨车辆
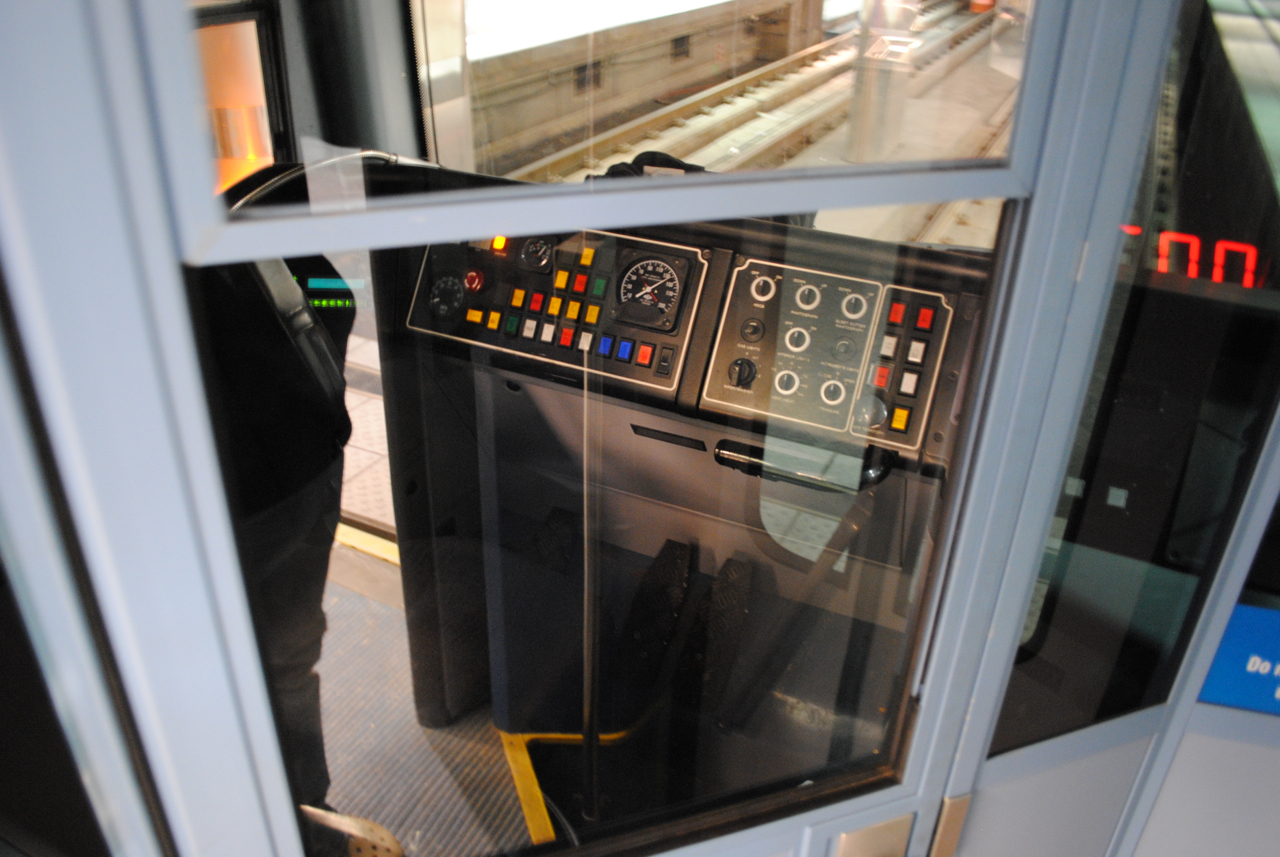
轻轨驾驶仓
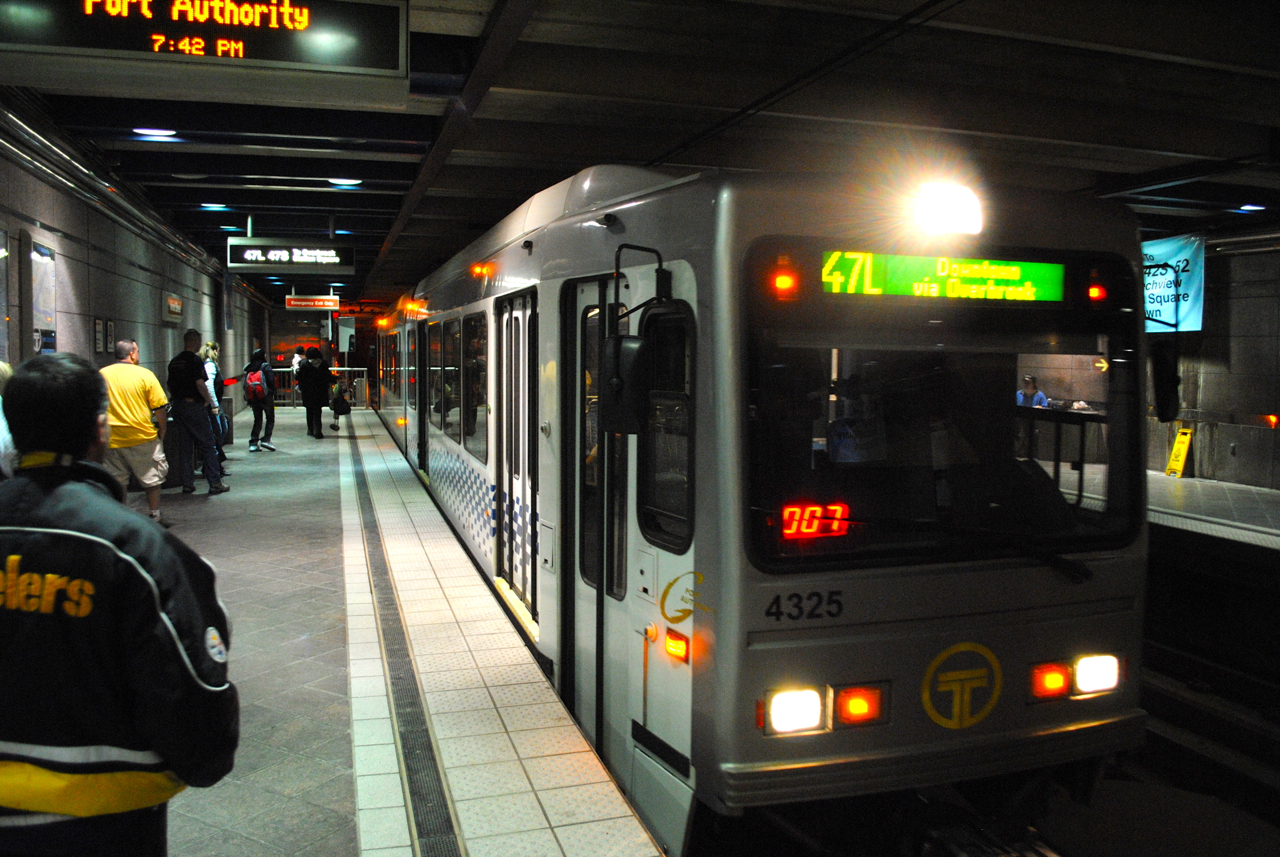
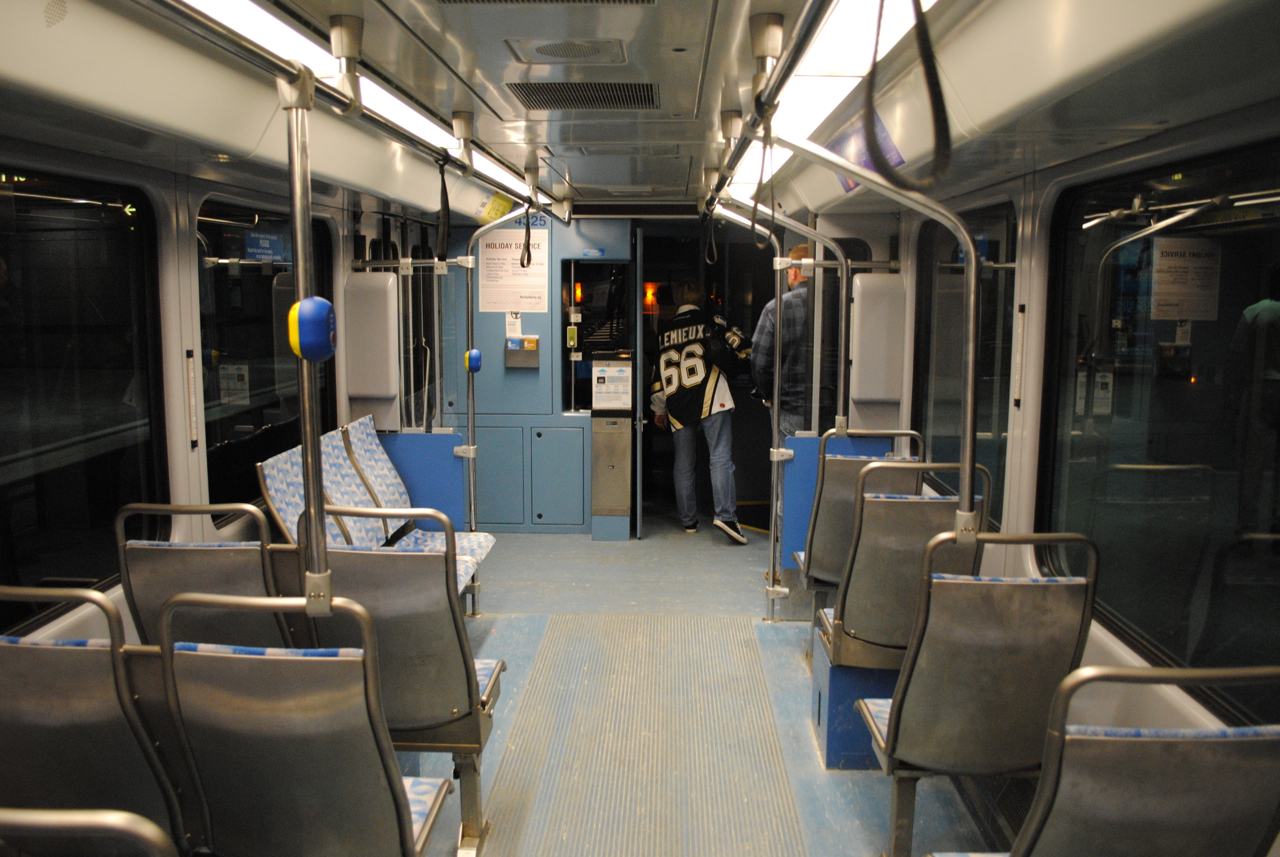
轻轨车内
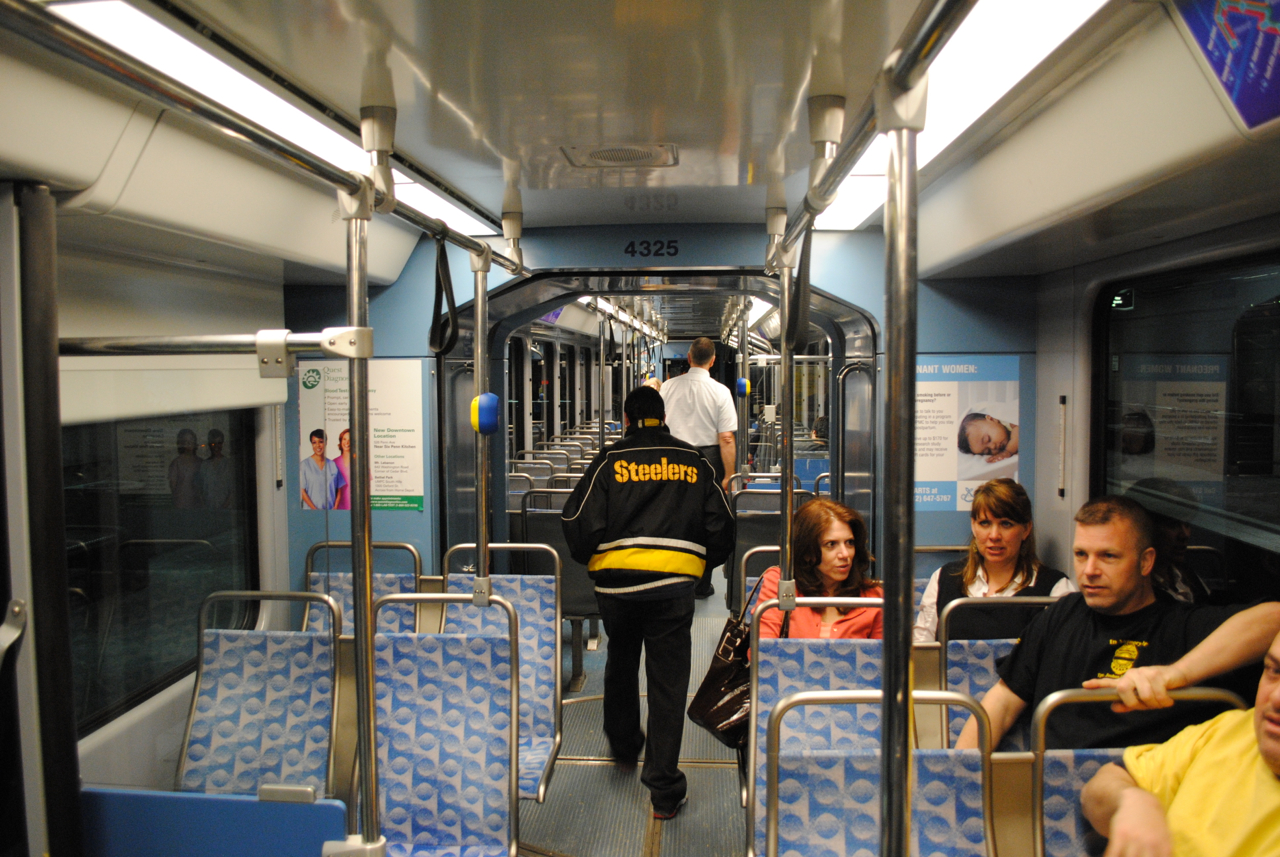

经过大幅缩减，匹兹堡轻轨目前只有红蓝两条线路。两条线路在通过隧道共线后进入市区。蓝线到了华盛顿交叉口（ Washington Junction）后还有两条支线，一条开往南山村（South Hills Village），一条开往图书馆（Library）。

### 车站

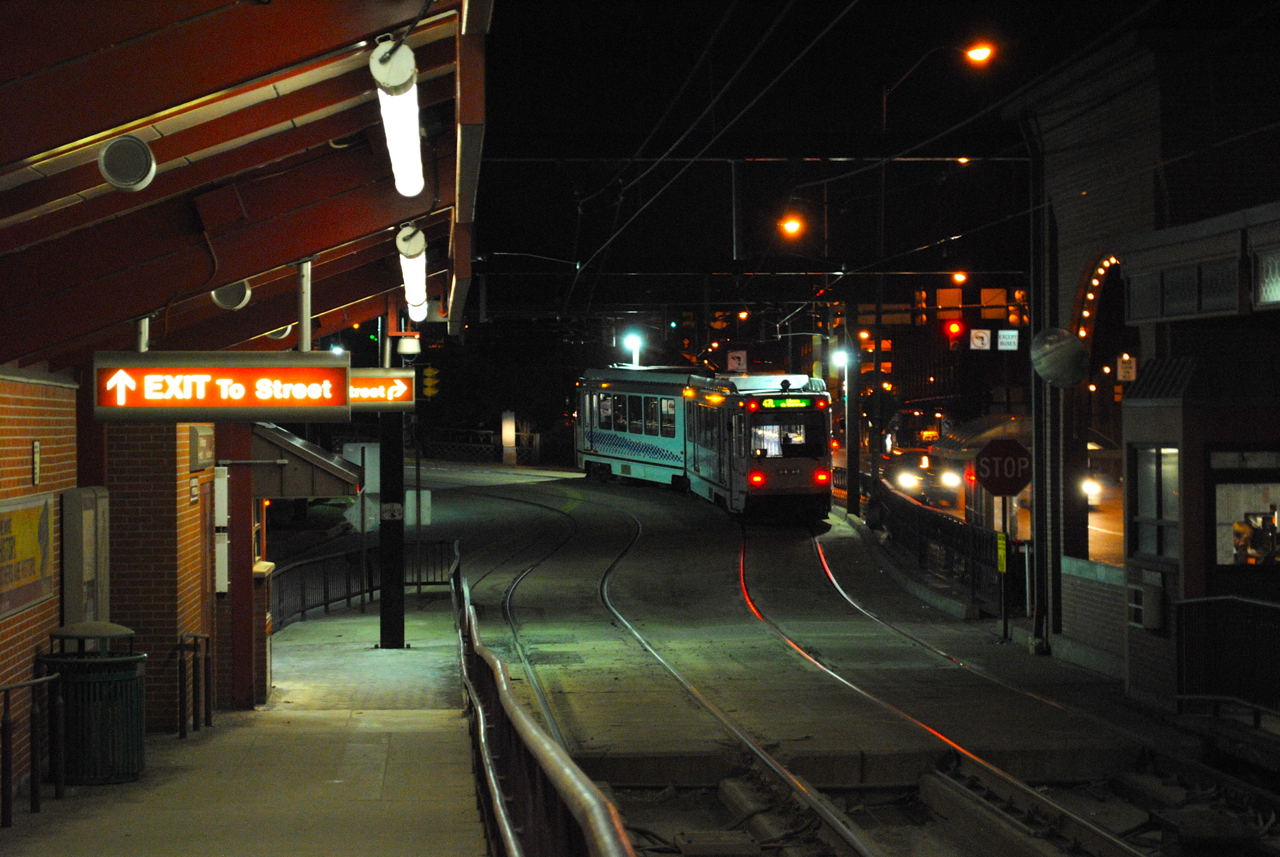
车站广场，过河后第一站
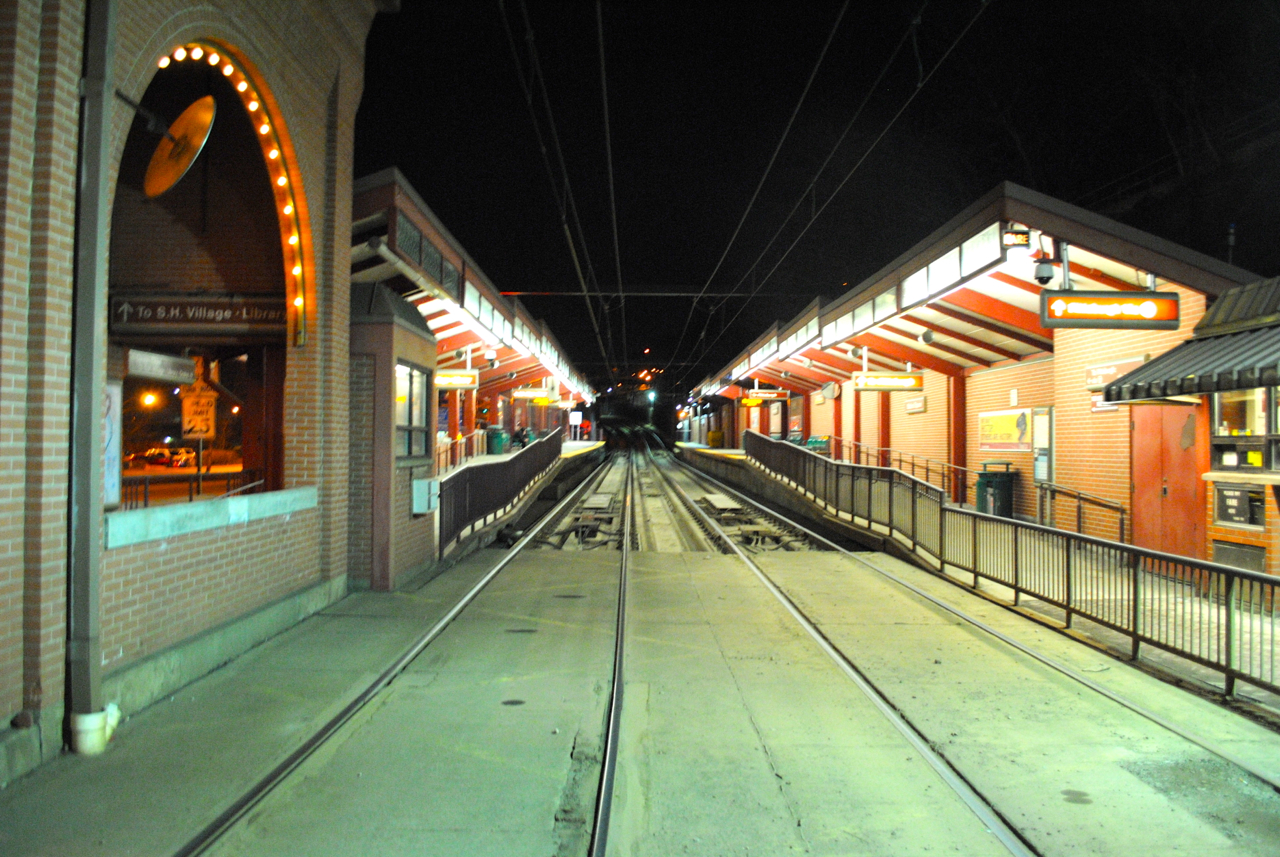
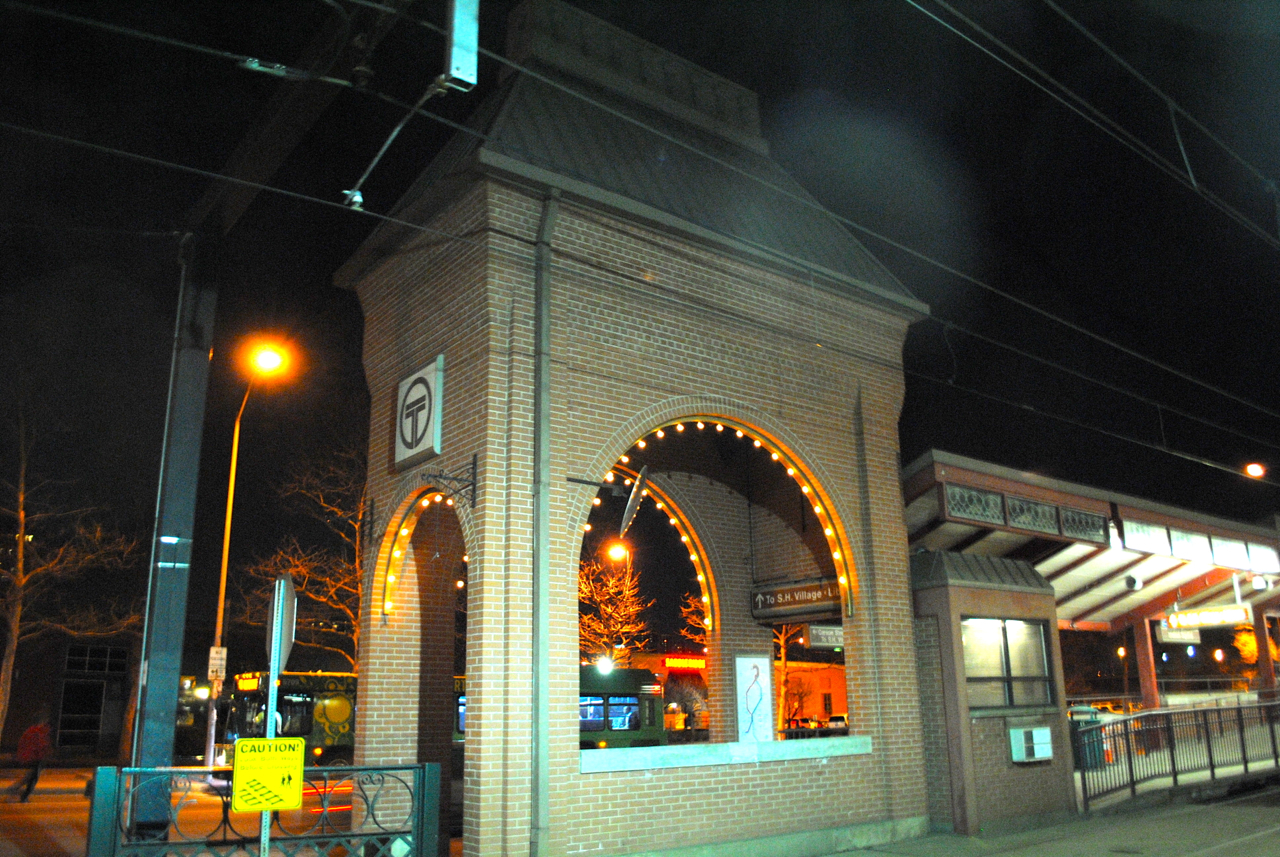
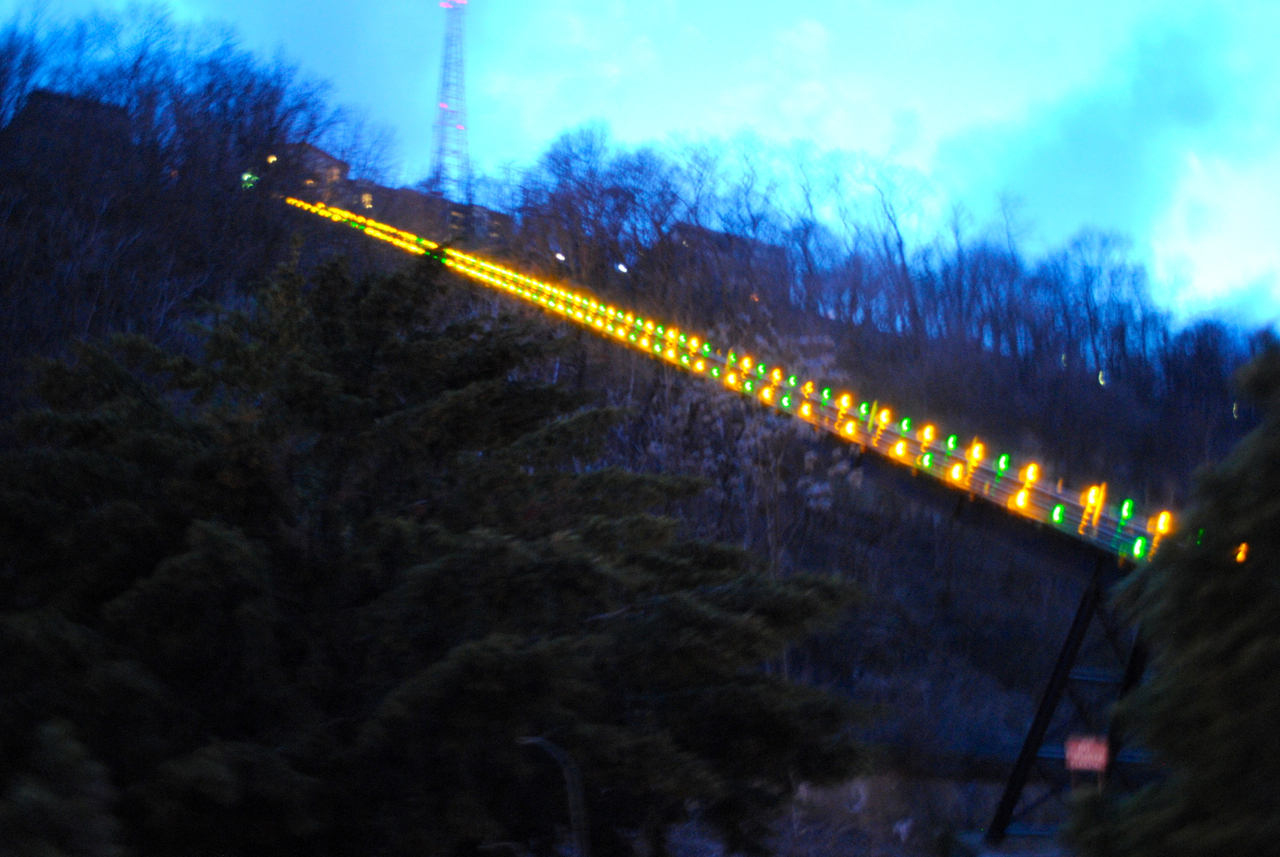
车站广场边的爬山缆车
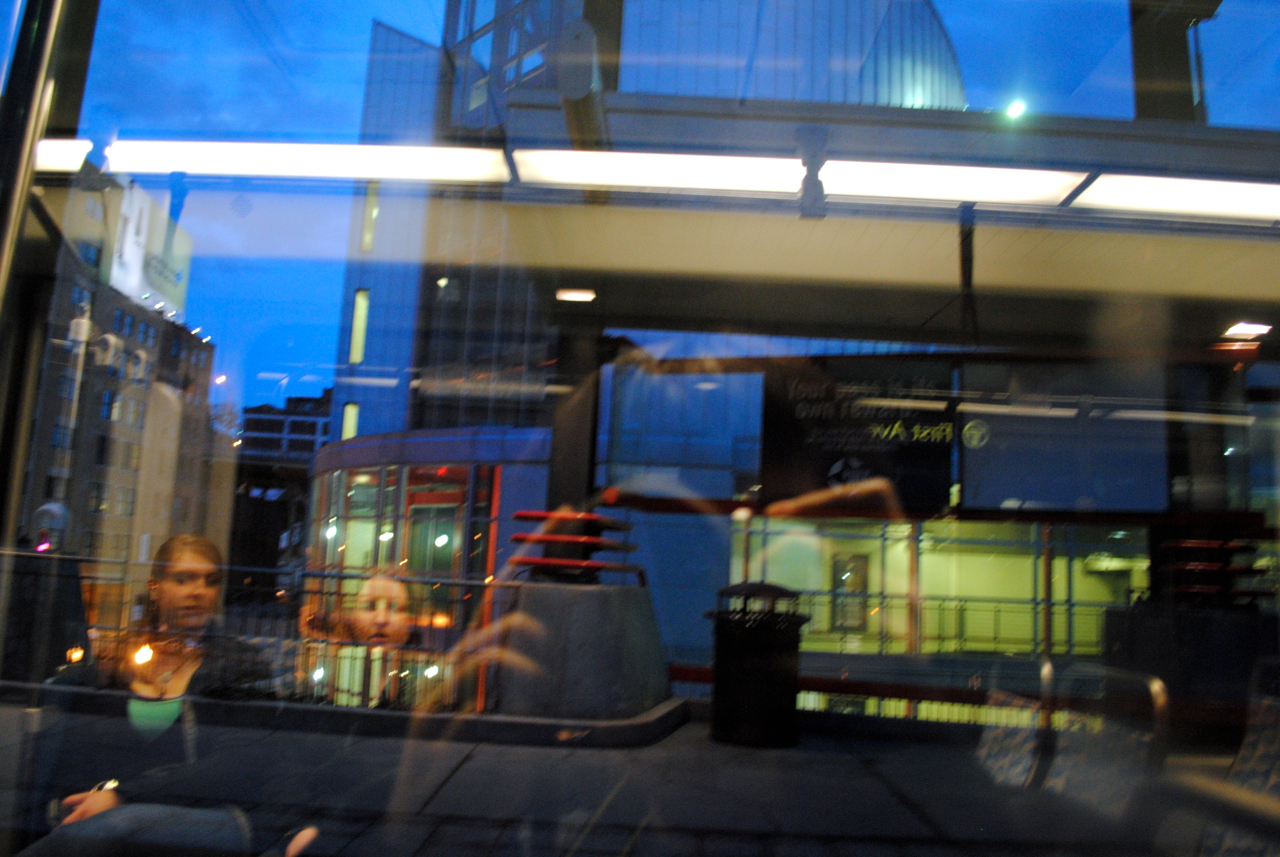
第一大道站，市中心唯一的地上站
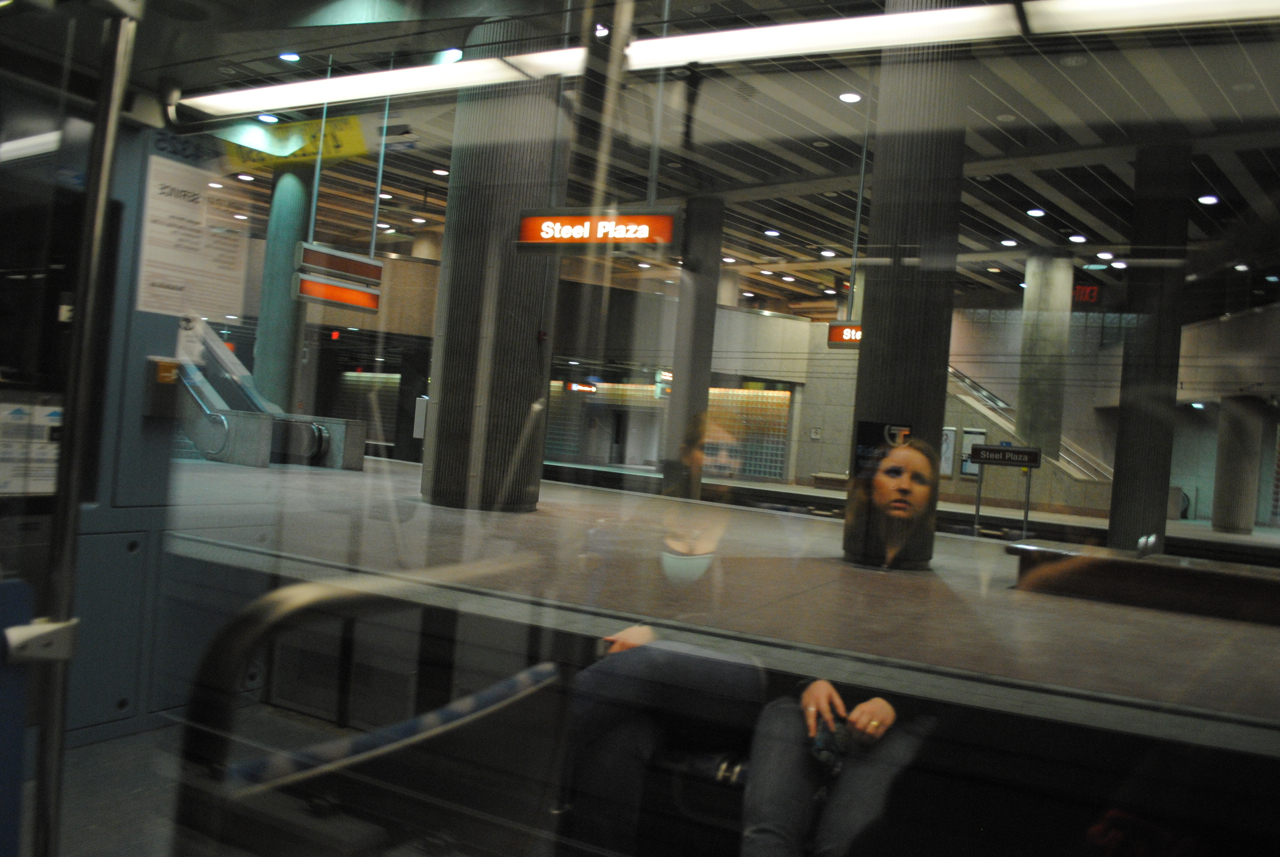
钢铁广场站
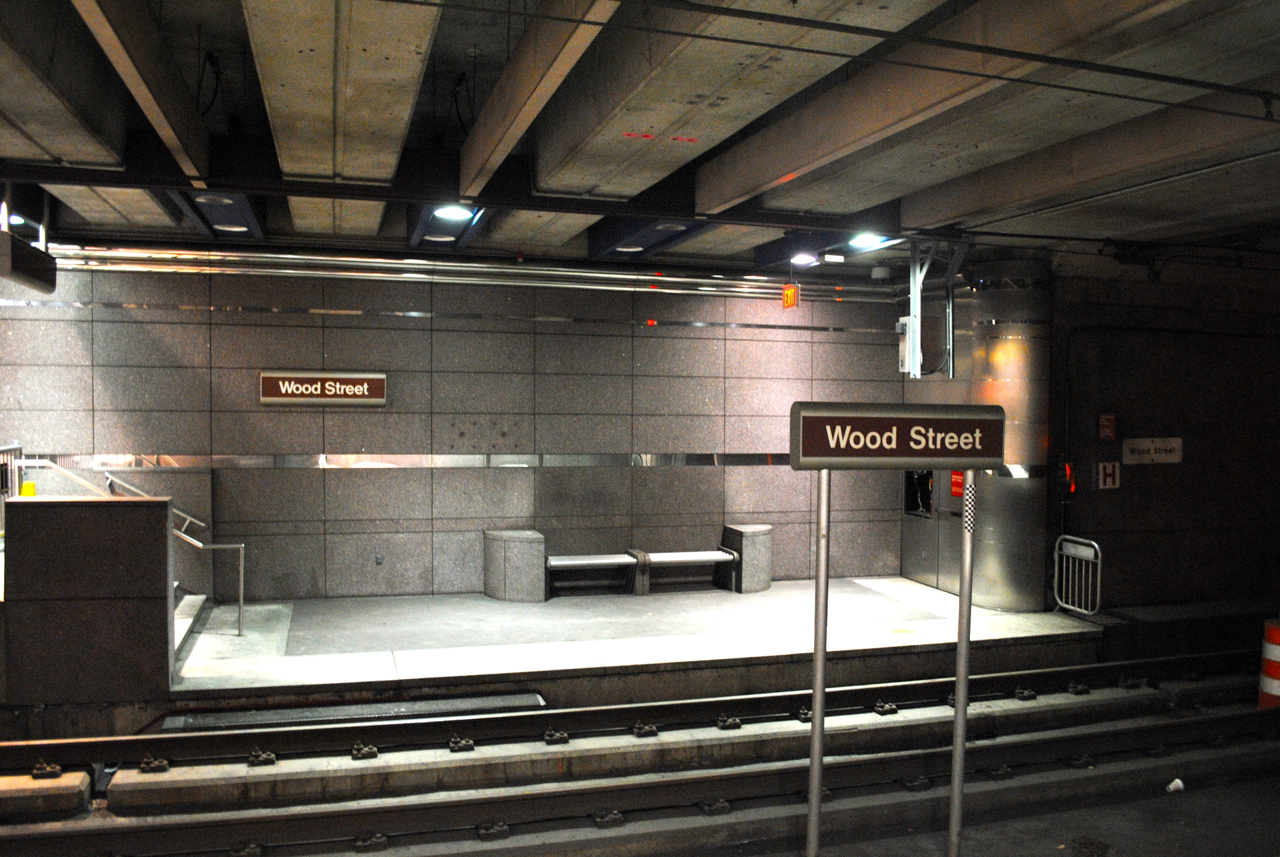
木头街站内
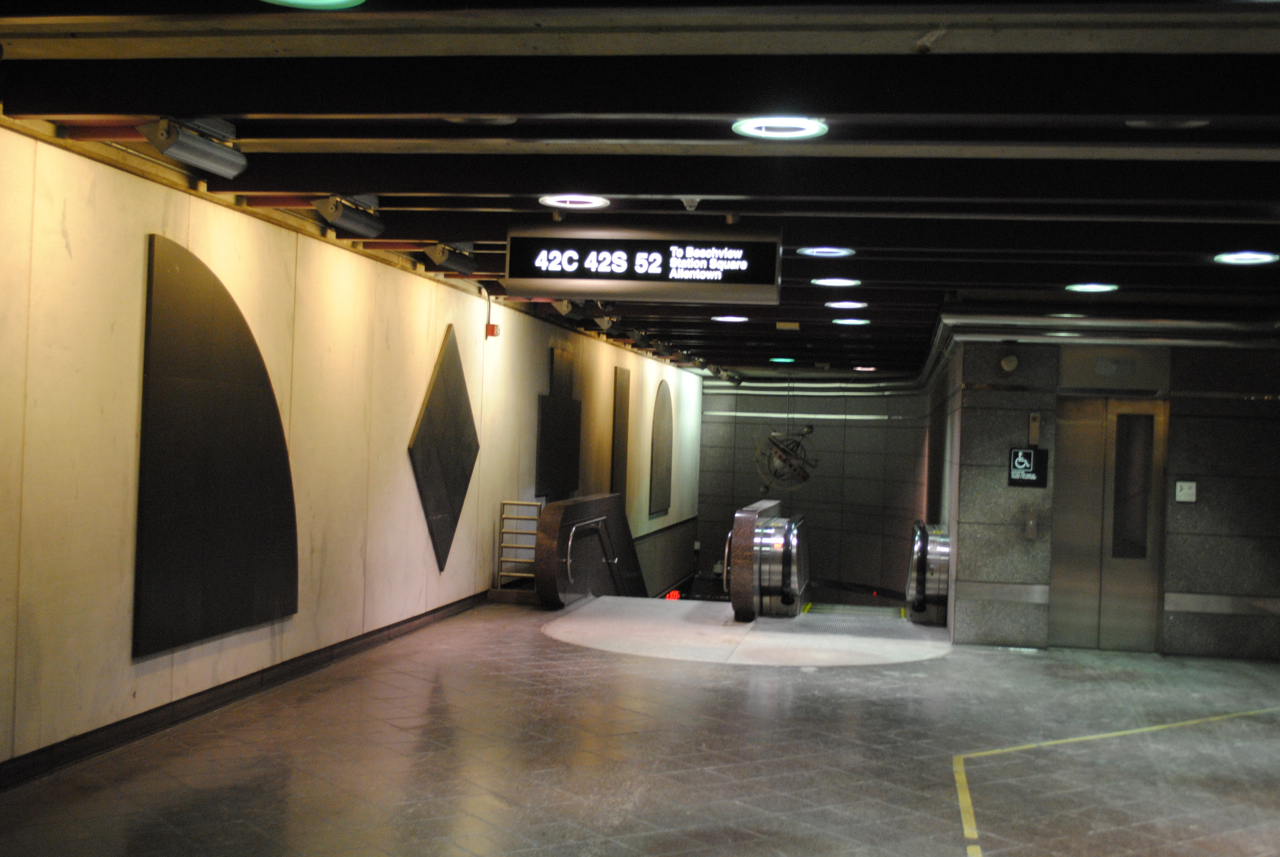
木头街站厅层
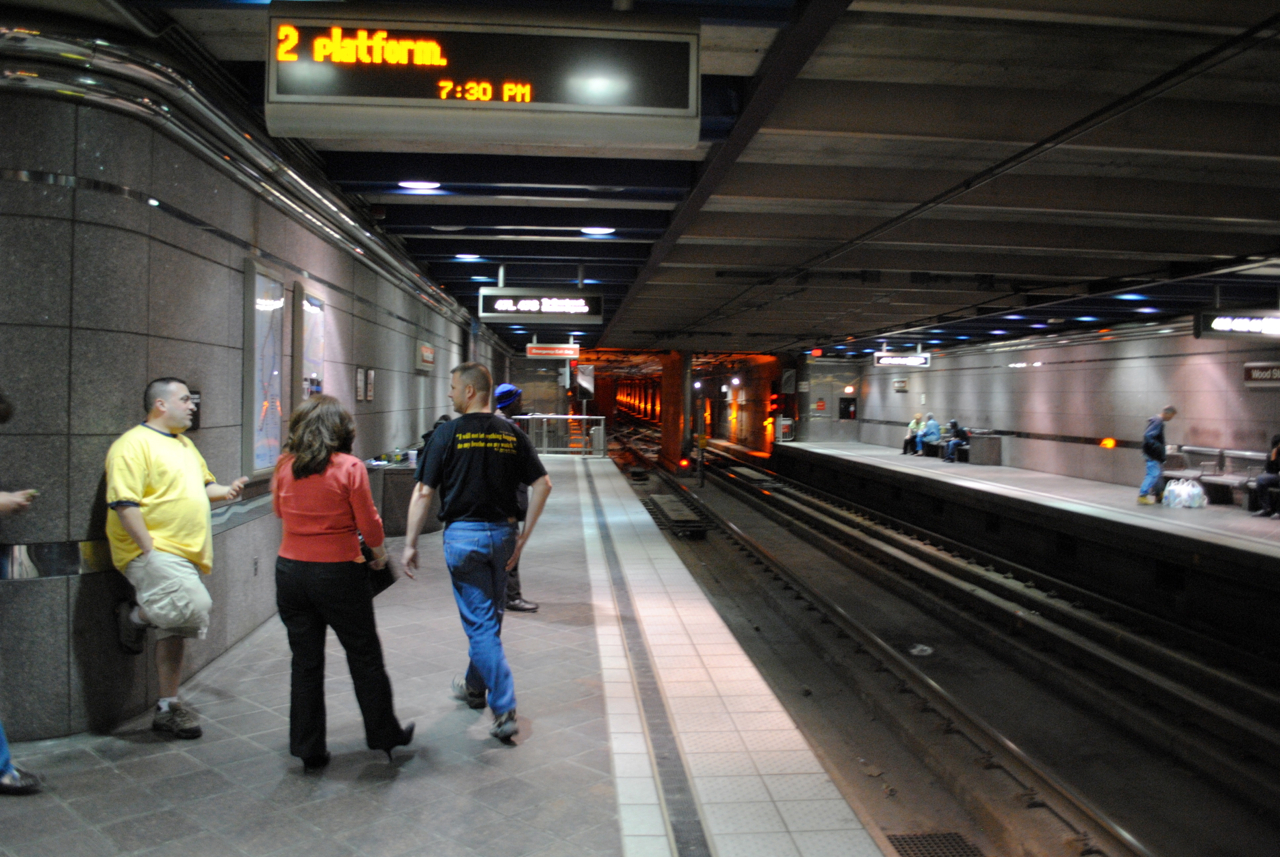
木头街站台层
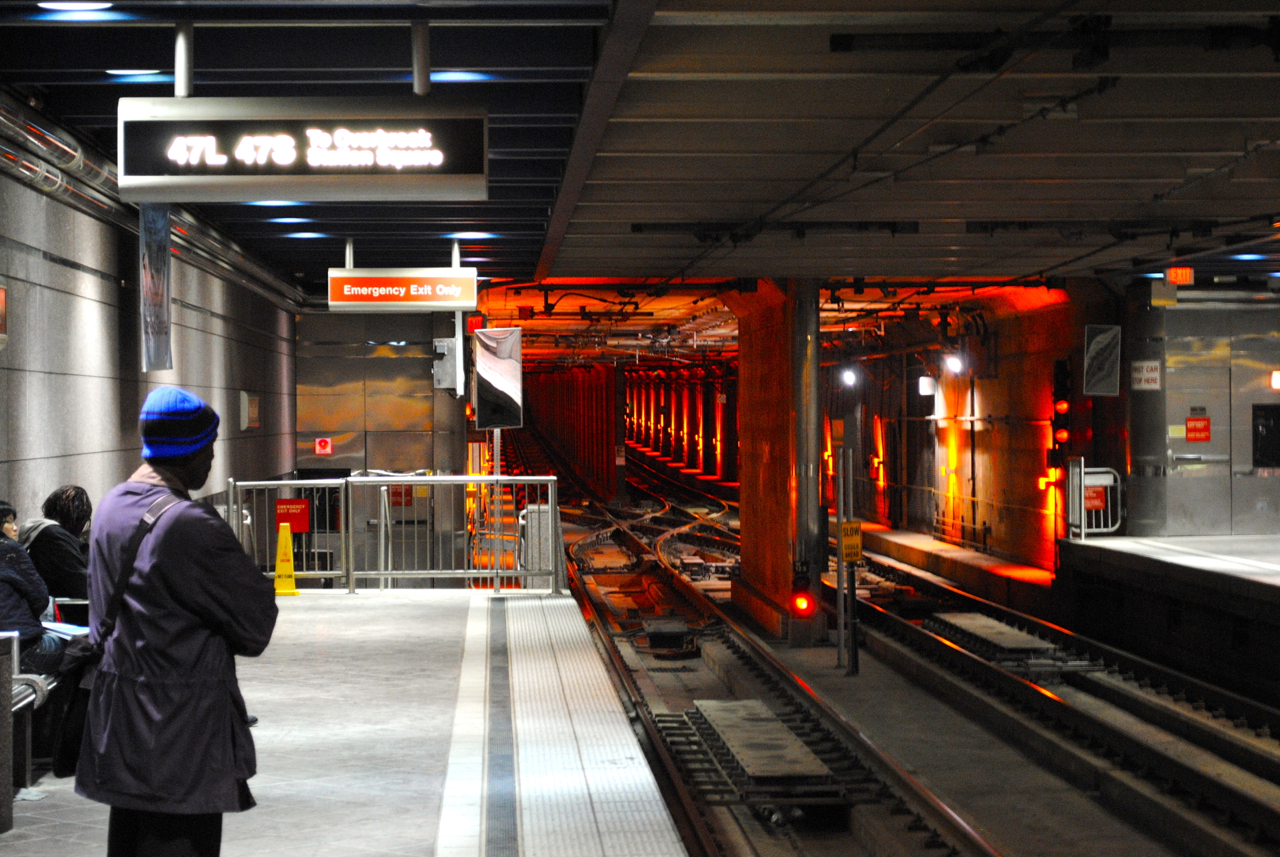
木头街站内隧道，非盾构
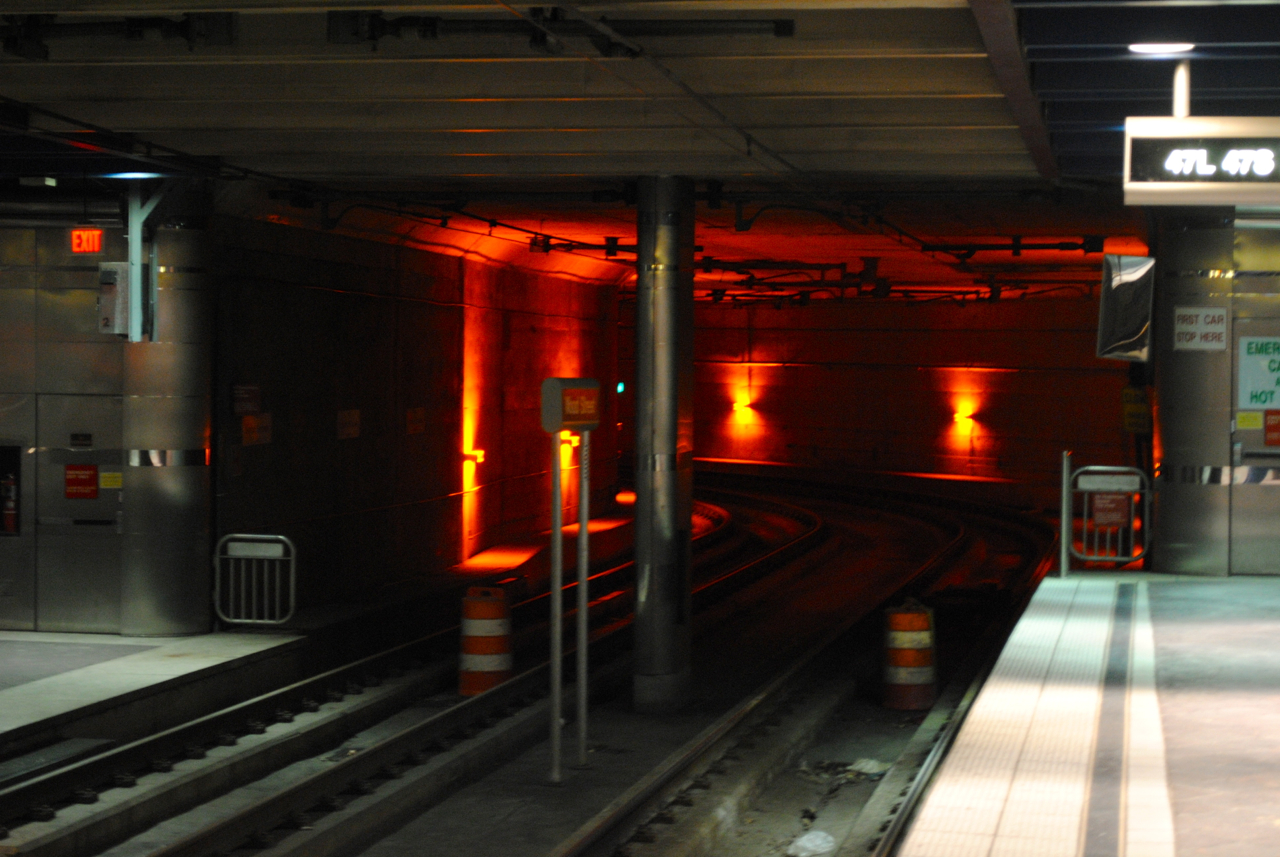
木头街站内隧道，通往火车站方向
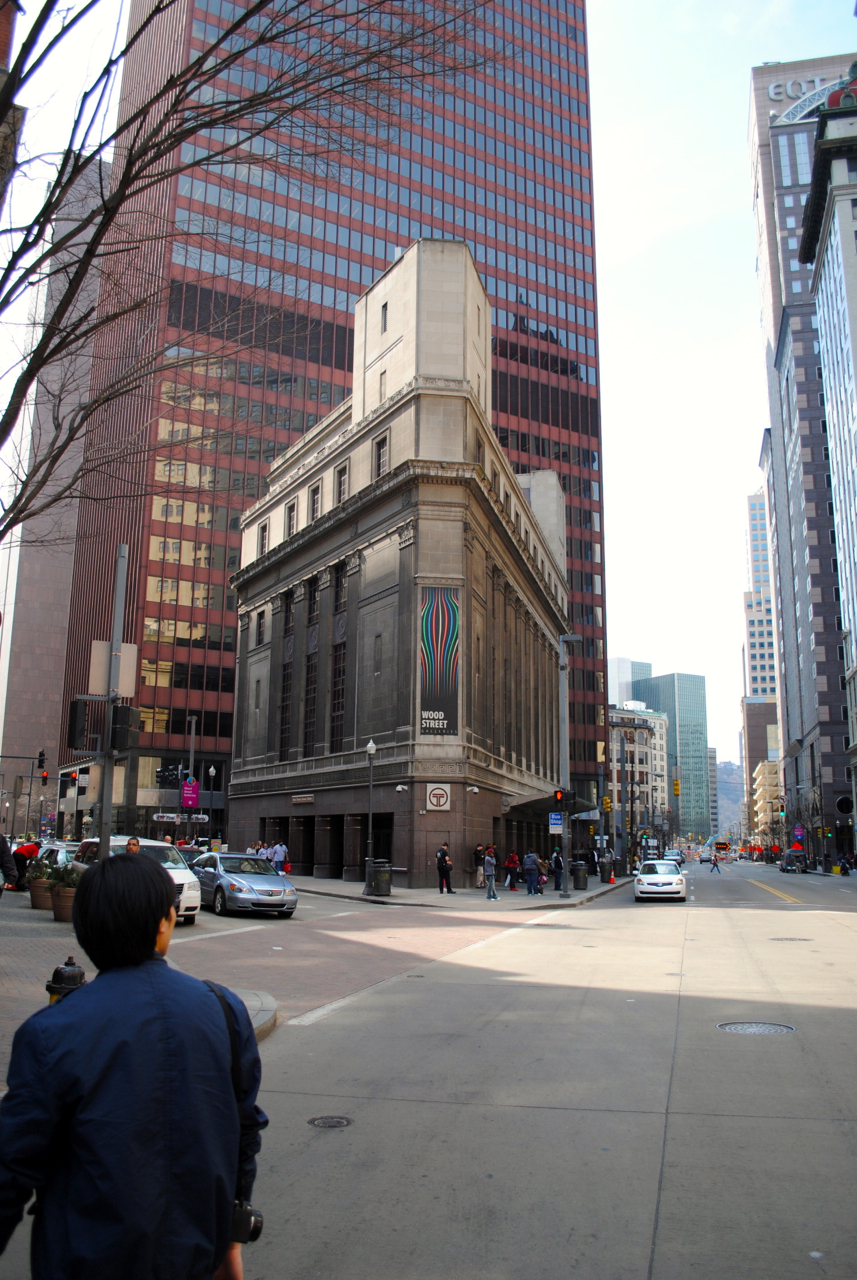
木头街站房
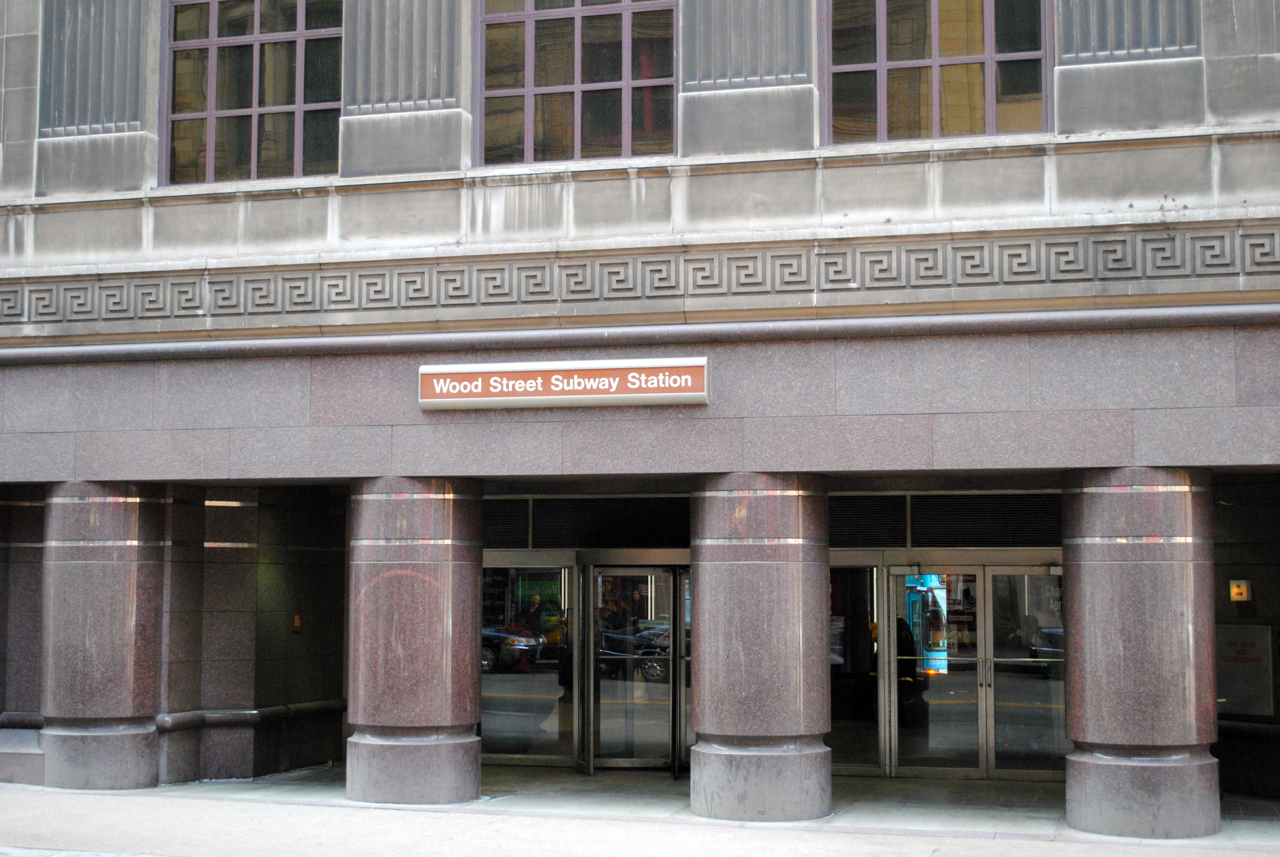
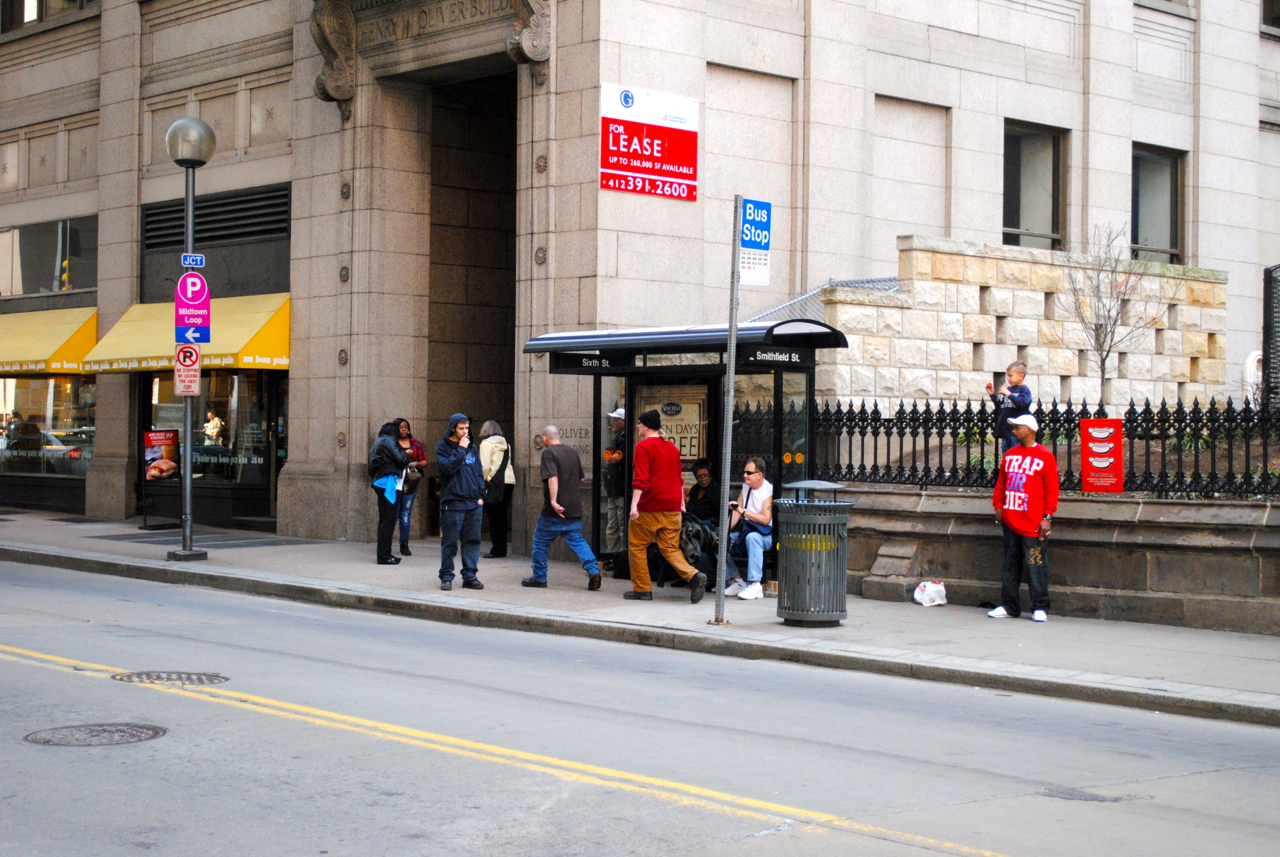
木头街附近的巴士站，可以换乘轻轨
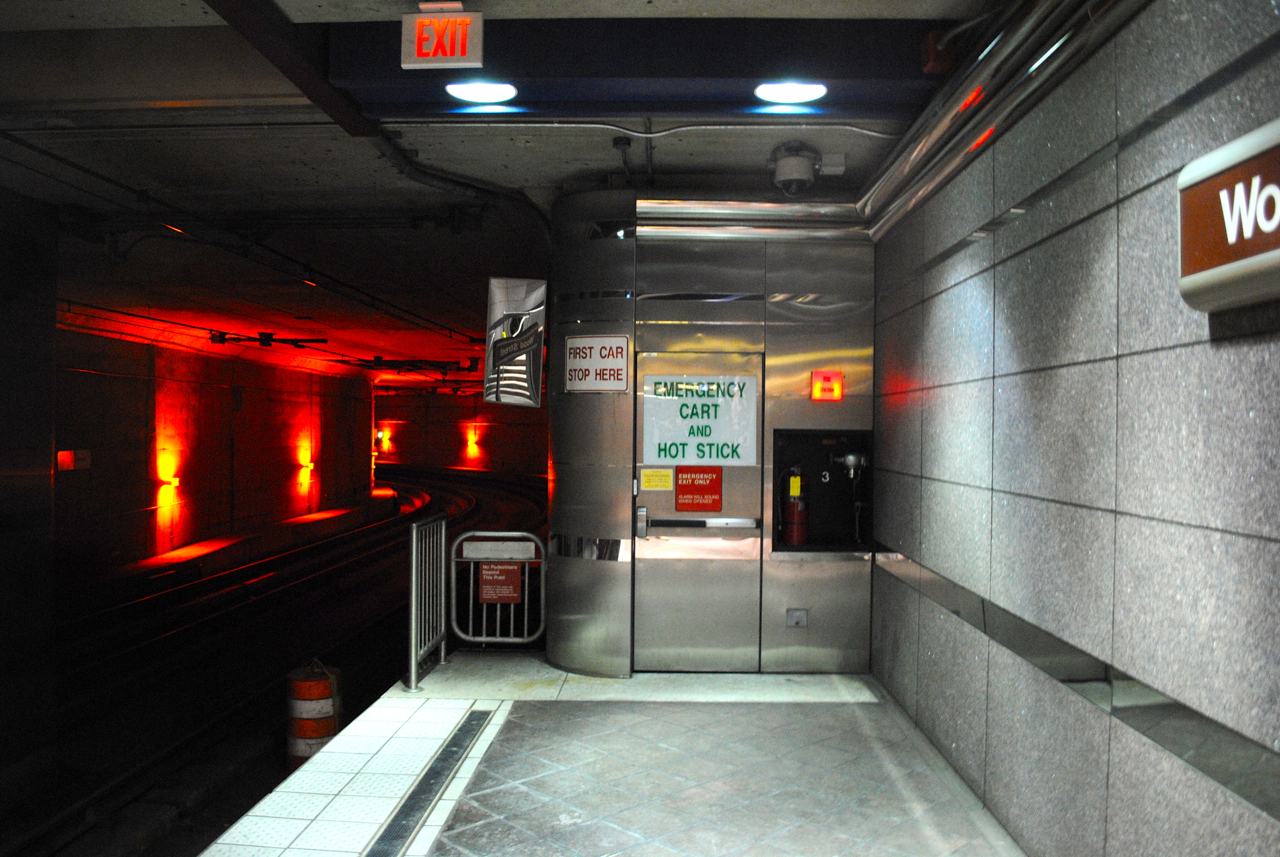
木头街站内的低地板地区
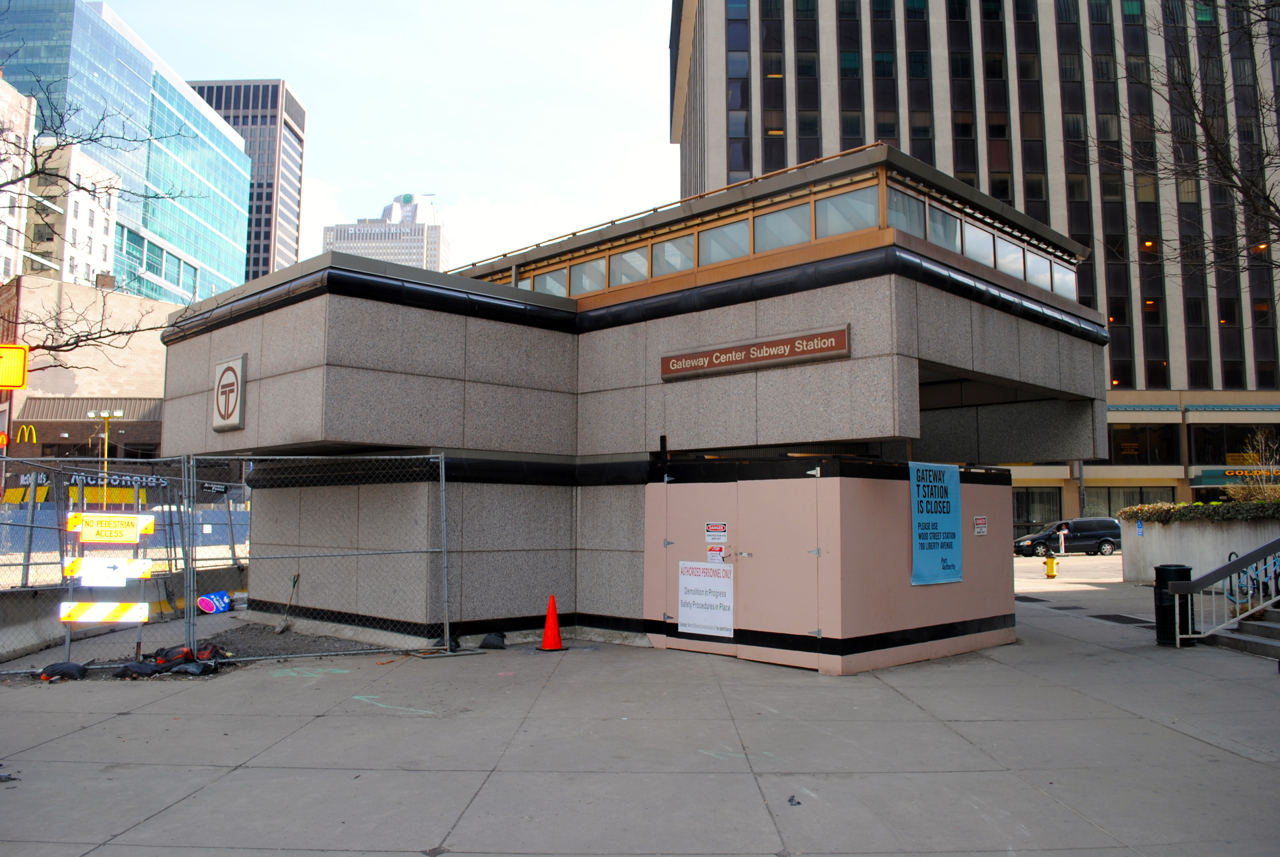
其时为修建北连接线而暂时封闭的城关中心站

整个轻轨系统里有四个地下车站，其中三个地下车站，即钢铁广场站（Steel Plaza）、木头街站（Wood Street）、及城关站（Gateway），位于匹兹堡市中心；北岸站（North Side）则位于北岸连接线过河后的第一站。

### 资费

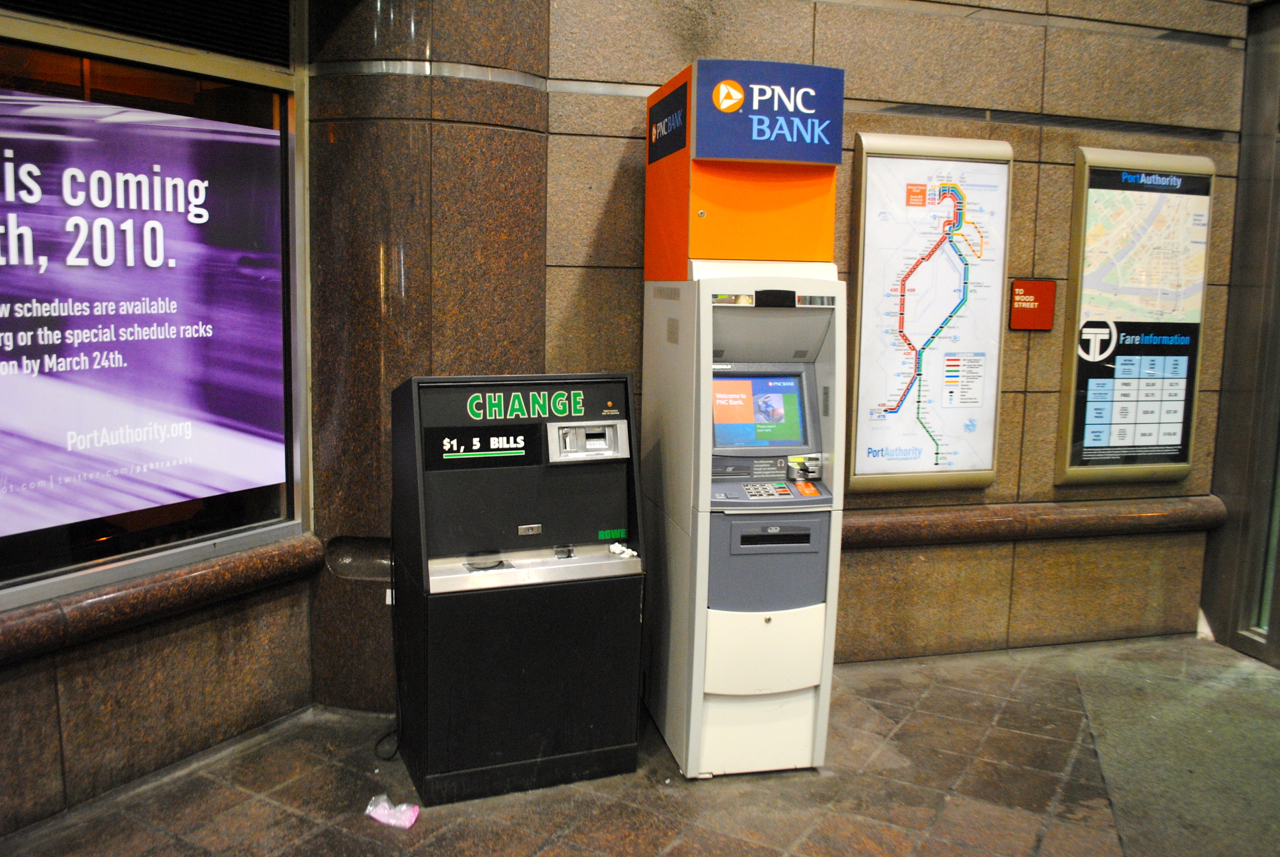
木头街站内的ATM及零钞找赎机
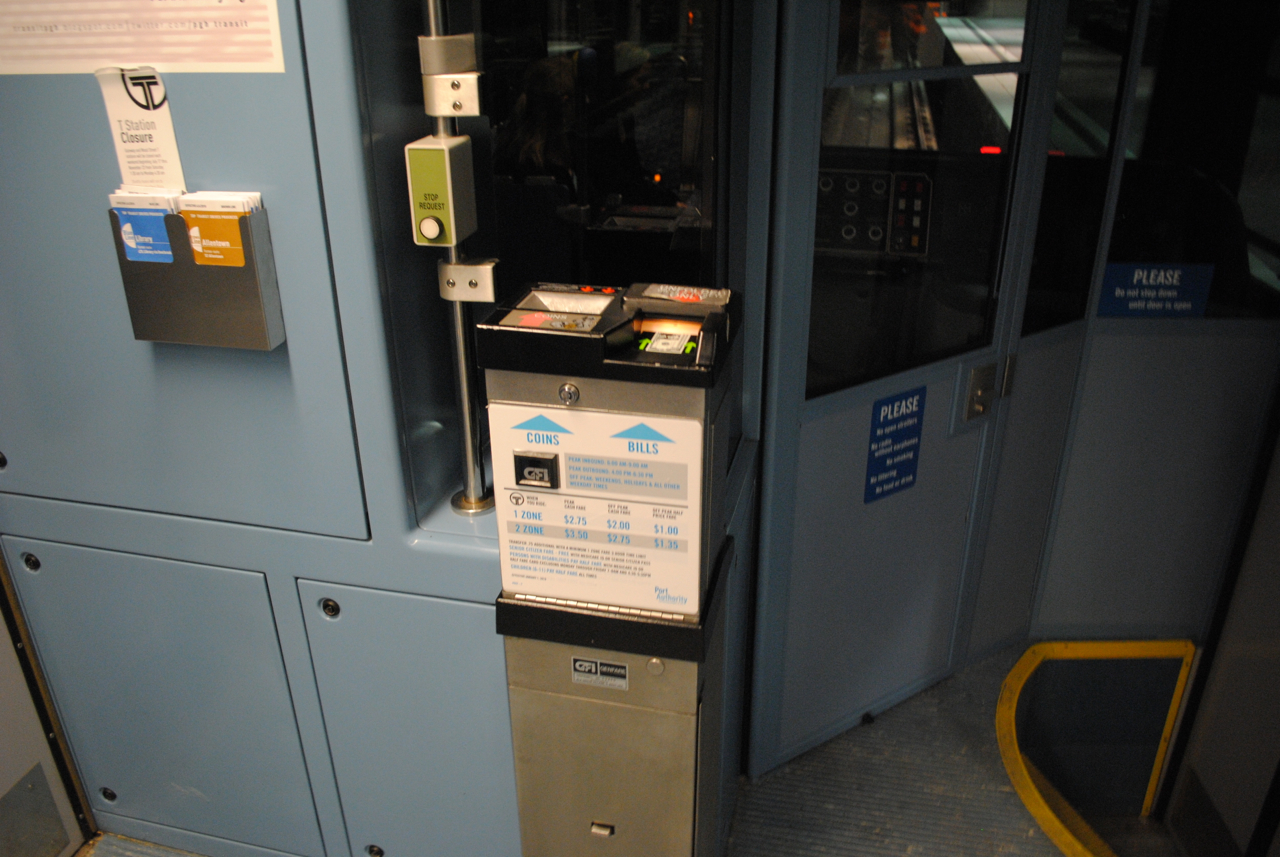
车上的收费箱，在免费区及车站广场间并不使用

匹兹堡轻轨的收费方式是，整个市区的四站以及北岸连接线为免费区，在这个区域内搭乘轻轨免费；从免费区到车站广场为1.5美元，到第一区（华盛顿交叉口以北，含）为2美元；再往南为第二区，2.6美元。虽然还有第三区，但是仅供巴士使用，轻轨无法抵达。高峰时刻搭乘轻轨要加收0.5美元，其中入城方向为早上6点至9点，出城方向为下午4点到晚上6点半。如需换乘需多付1美元，且仅能换乘一次。除此之外，匹兹堡轻轨有各种年票月票周票可供挑选，较单程票更为优惠。

## 未来
匹兹堡轻轨有向两个方向延伸的计划：一边继续向北，直抵匹兹堡国际机场；另一边向东，抵达奥克兰，链接匹兹堡大学及卡耐基梅隆大学。这些延伸计划已经提报联邦政府，寻求启动研究方案的经费。